# Bosch Rexroth
Bosch Rexroth est un fabricant industriel de composants et de systèmes pour les techniques électriques, hydrauliques industrielles, hydrauliques mobiles, mécaniques, filiale de la multinationale allemande Robert Bosch. L'entreprise développe, produit et commercialise des composants et systèmes.

## Présentation
La société Rexroth a vu le jour en 1795 avec la création d'un marteau à entraînement hydraulique par Georg Ludwig Rexroth dans la vallée d'Elsavatal au Spessart, en Allemagne. Les années 1950 marquent le début de la production de composants et de systèmes hydrauliques standardisés. Elle produit ensuite des pompes à engrenages pour engins mobiles en 1953 et des pompes à engrenages spéciales en 1959.
Rexroth acquiert en 1966 la société Indramat GmbH et crée un département dédié à la commande et la régulation hydraulique. Rexroth est repris à 100 % par Mannesmann AG en 1975, actionnaire depuis 1968 et devient Bosch Rexroth AG en 2001, à la suite de la fusion de Mannesmann AG et Bosch Automationstechnik.
Bosch Rexroth est présent dans trois régions du monde : l'Europe, les Amériques, et l'Asie, Pacifique et Afrique. La filiale comporte 30 500 collaborateurs et a réalisé 5,5 milliards d'euros de chiffre d'affaires en 2017[réf. nécessaire].
Le siège social français se trouve à Vénissieux. Ce site regroupe Robert Bosch France (production d'éléments Diesel), Bosch Rexroth DSI (production de composants hydrauliques) et Bosch Rexroth SAS (service commercial). Vénissieux assure la fonction d'une usine « mère » chapotant plusieurs usines « filles » localisées en Turquie, en Chine, au Japon et au Brésil pour la fabrication des distributeurs hydrauliques et des joysticks.